# Ulf Sundberg
Ulf Hjalmar Sundberg (* 11. September 1919 in Hedemora; † 14. Oktober 1997) war einer der bedeutendsten schwedischen Forstwissenschaftler des 20. Jahrhunderts. Er hat als international wirkender und bekannter Gelehrter in herausragender Weise zur Fortentwicklung der forstlichen Arbeitswissenschaft und der Forstbenutzung beigetragen.

## Leben
Ulf Sundberg wurde am 11. September 1919 in Hedemora geboren. Sein Studium der Forstwissenschaften an der Königlichen Forsthochschule in Stockholm schloss er im Jahr 1944 ab. Anschließend leitete er bis 1947 einen privaten Forstbetrieb. Seine wissenschaftliche Laufbahn begann im Jahr 1948 mit dem Wechsel zur Logging Research Foundation, Stockholm, der er vier Jahre lang angehörte. Dann folgte er dem Ruf als Professor an das Department of Operational Efficiency am Schwedischen Forstlichen Forschungsinstitut und der Königlichen Forsthochschule. Letztere wurde später zur Forstwissenschaftlichen Fakultät der Schwedischen Universität für Landbauwissenschaften (Sveriges Lantbruksuniversitet), zunächst in Stockholm, ab 1974 dann in Garpenberg. Als Gastprofessor lehrte er 1965 auch an der Yale University.
Von 1971 bis 1974 war Sundberg Leiter des Forest Logging and Transport Branch im Forestry Department (Forstabteilung) der Ernährungs- und Landwirtschaftsorganisation (FAO) in Rom. Zusätzlich betätigte er sich als stellvertretender Vorsitzender des FAO/ECE/ILO Committee on Forest Operations. Bereits in den 1950er-Jahren hatte er für die FAO Studien zur Verwendung von Motorsägen und zur mechanisierten Holzentrindung erarbeitet. Er wirkte beratend in etwa einem Dutzend Länder rund um den Globus. Von 1952 bis 1986 vertrat er in maßgebenden Positionen den Internationalen Verband Forstlicher Forschungsanstalten (IUFRO).
Mit seinen Arbeiten hat er entscheidend zur Fortentwicklung der forstlichen Arbeitswissenschaft und der Forstbenutzung beigetragen. Stets arbeitete er daran, die moderne Technik auf die Belange der im Walde arbeitenden Menschen abzustimmen und mit ihr eine gleichermaßen rationelle wie pflegliche Bewirtschaftung der Wälder zu erreichen. Viele seiner Ideen und Forschungsergebnisse wurden zu Allgemeingut der forstlichen Wissenschaft und Praxis geworden. Diesen Erfolg verdankte er nicht zuletzt seinen zahlreichen, häufig in englischer Sprache abgefassten Veröffentlichungen, die ihn zusammen mit seinen Posten weltweit bekannt werden ließen. Sundberg war ein ausgesprochen produktiver Autor. Von ihm liegen insgesamt rund 200 Publikationen, darunter 14 Lehrbücher wie etwa Skogsteknisk driftsekonomi (1979) und Operational efficiency in forestry (2 Bände, 1988 und 1989) vor. Seine Werke wurden bislang jedoch nicht ins Deutsche übersetzt. Jedoch erschienen Beiträge von ihm in deutschsprachigen Fachzeitschriften, vor allem in der Allgemeinen Forst- und Jagdzeitung.

## Auszeichnungen
- 1974 – Großes Verdienstkreuz des Verdienstordens der Bundesrepublik Deutschland
- 1987 – Verleihung der Ehrendoktorwürde durch die Forstwissenschaftliche Fakultät der Ludwig-Maximilians-Universität München
- 1989 – Ehrenmitgliedschaft der IUFRO
- 1999 – International Achievement Award des Council on Forest Engineering (postum)

Daneben erhielt Sundberg noch eine Reihe weiterer Ehrendoktorate, war Ritter und Kommandeur des Königlich Schwedischen Nordstern-Ordens und Ehrenmitglied des Zusammenschlusses der Forststudenten.
Er war Mitglied der Königlich Schwedischen Akademie der Land- und Forstwirtschaft, der Königlich Schwedischen Akademie der Ingenieurwissenschaften und der Königlich Norwegischen Akademie der Wissenschaften.

## Schriften
- Lunning med traktor. Praktiska erfarenheter och resultat från S.D.A:s studier sammanställda, Stockholm 1949.
- als Mitverfasser: The use of power saws in forestry operations A study, 2 Studien, Genf 1953 und 1955.
- The mechanical barking of timber, Genf 1957 (französischer Titel: L’écorçage mecanique du bois).
- Om arbetsåtgången i svenskt och utländskt skogsbruk vid 1950-talets slut, Stockholm 1960.
- Studier över manuell hantering av rundvirke, Meddelanden från Statens skogsforskningsinstitut, Stockholm 1960, ISSN 0369-2167.
- A pilot study to use balloons in cable skidding, Stockholm 1962, ISSN 0562-097X.
- Distribution of the costs of Joint Forest roads according to crosswise and lengthwise road functions = Kostnadsfördelning för enskilda skogsbilvägar, grundad på vägens längs- och tvärsfunktioner, Studia forestalia suecica (Band 30), Stockholm 1965.
- zusammen mit Anders Turén: Kostnadsfördelning för smfällda skogsbilvägar enl. Tl-methoden jämte ADB-rutin, Rapporter och Uppsatser (Band 47), Stockholm 1971.
- Skogsteknisk driftsekonomi. Grundkurs, Garpenberg 1979, (= Serien kompendier / Institutionen för skogsteknik, Skogshögskolan) OCLC 475773104.
- zusammen mit Jan-Erik  Gasslander und Jan Erik Mattsson: A pilot study on the energy requirements in forest logging = En pilotstudie av energibehovet vid drivning, Garpenberg 1979, ISBN 91-576-0280-8.
- A study on cost of machine use in forestry. Proposing fuel consumption as cost determinant = Skogsmaskinkostnad. En studie av bränsleförbrukningen som kostnadsdeterminant, Garpenberg 1982, ISBN 91-576-1194-7.
- Logging in broadleaved tropical forests. Facilities and techniques to improve utilization in Indonesia, Malaysia and the Philippines, Kuala Lumpur 1985.
- Människan, tekniken skogsbruket. Kort handledning för återblick på skogsbruket som socio-tekniskt system, 2. Auflage, (= Serien kompendier / Institutionen för skogsteknik, Skogshögskolan) Garpenberg 1985, OCLC 476178903.
- als Herausgeber zusammen mit C. R. Silversides: Operational efficiency in forestry, 2 Bände, Dordrecht u. a. 1988–1989, ISBN 90-247-3684-6.
- Forest emergy basis for Swedish power in the 17th century, Scandinavian journal of forest research/Supplement 1; Oslo u. a. 1994.